# Camila Cañeque
Camila Cañeque (Barcelona, 15 de junio de 1984 - 14 de febrero de 2024) fue una artista conceptual y filósofa española que trabajó la escritura, la performance, la instalación, videoarte, fotografía, escultura y pintura para mostrar la fatiga existencial.

## Trayectoria
Nació en Barcelona en 1984. Estudió en la Universidad Pompeu Fabra y se graduó en la Universidad Carlos III de Madrid en Humanidades. Cursó Literatura Británica en la Universidad de Oxford así como Filosofía en la Universidad de París-Sorbonne. Vivió en diversas ciudades como París, Nueva York, Madrid, Barcelona, Buenos Aires, Berlín o São Paulo, en la que se especializó en Cinema Performance.
En su obra planteó la idea de un agotamiento sistémico y su resistencia a dejarse devorar por una deriva productivista, tanto del trabajo como en el entorno del ocio. Reivindicaba la pasividad, la horizontalidad, el ostracismo y la inactividad absoluta producida por el cansancio como filosofía de vida.
En 2013, la feria ARCO le censuró Dead end, una performance que realizó sin autorización con la que representaba «la muerte de España frente al capitalismo». En la obra, se veía a Cañeque con un traje de flamenca tumbada boca abajo en un pasillo y rodeada de flores y poemas del Romancero gitano de Federico García Lorca, y podía pasar horas en esa posición inmóvil. Un año después realizó una instalación artística con las letras Error 404. Not found sobre la arena del campo de refugiados del Sáhara, en alusión al mensaje de error 404 de internet, como un grito en contra de la evidencia de la injusticia evidente pero que negamos que exista.
Su obra fue exhibida en espacios como el CaixaForum y las galerías Joan Prats y la Virreina de Barcelona, la galería Lucía Mendoza, La Juan Gallery o el Museo Lázaro Galdiano y los Teatros del Canal de Madrid, el Kulturhuset de Estocolmo, la Vermelho Gallery de São Paulo o Microscope Gallery, The Kitchen, Glasshouse Project y The Queens Museum de Nueva York.
También trabajó en galerías, museos y centros de arte a nivel internacional como el Mana Contemporary de Nueva Jersey, Nida Art Colony de Lituania, Largo das Artes de Río de Janeiro, Zentrum für Kunst und Urbanistik de Berlín, Nau Estruch de Sabadell o Fabra i Coats y La Capella en Barcelona. Dio talleres y charlas en instituciones como la Universidad Estatal de Nueva York, la Universidad Pompeu Fabra y en Can Felipa.
Falleció el 14 de febrero de 2024 a los 39 años de muerte súbita. Tras su muerte, la editorial La Uña Rota publicó el libro de la artista, La última frase, un ensayo sobre el final en los textos literarios en el que alterna su escritura con la de numerosas citas de autores de todas las épocas extraídas de la última frase de 452 libros.

## Reconocimientos
En 2024, Cañeque fue reconocida póstumamente con el Premio Zenda Ópera prima 2023-2024 por su libro La última frase. Ese mismo año, fue finalista junto con Bárbara Mingo, Fernanda García Lao, Leila Guerriero y Lina Meruane, del premio "Tigre Juan", promovido por la asociación cultural Tribuna Ciudadana y el Ayuntamiento de Oviedo.
En Barcelona se realizó una exposición antológica de su obra, llamada "Infinita/Unfinished. Poética del cansancio" en el centro de arte contemporáneo La Capella.

## Obra
A lo largo de su carrera artística, Camila Cañeque exploró diversos ámbitos artísticos, desarrollando un cuerpo de trabajo que ha sido presentado en galerías, festivales e instituciones internacionales.
En el ámbito de la performance, destacan trabajos como After Party (H2O Galería, Barcelona), que explora la permanencia de los residuos, Our Dresses: The Souvenir (Microscope Gallery, Nueva York), una reflexión sobre la comercialización de las identidades culturales, y Sunless Beach (Galería Vermelho, São Paulo; Museo Lázaro Galdiano, Madrid), que cuestiona los clichés vacacionales. Asimismo, Waiting Rooms (La Juan Gallery, Madrid) convierte la espera en un acto sin propósito, desafiando las dinámicas de productividad. Sauna Exterior (Desierto del Sáhara, Marruecos), una meditación sobre el cambio climático y los paisajes desérticos futuros. I’ll Wait in the Car (Miami Art Week, Miami), donde la artista permaneció en un automóvil fuera del espacio expositivo, explorando la ausencia como una forma de participación.
En escultura, su obra incluye piezas como Charco Interior (SOHO20 Gallery, Brooklyn, NYC; Pinta Miami, Miami), una recreación artificial de un charco que aborda el estancamiento frente a la hiperproductividad. Mattress (Grace Exhibition Space, Brooklyn; Hans & Fritz. Barcelona), un colchón de concreto que simboliza el agotamiento y la inutilidad. Bola de Plata (Trama 34; La Capella, Barcelona), una esfera de aluminio que simboliza la acumulación y el impacto ecológico; Ring (Galería Lucía Mendoza, Madrid), un ring de boxeo desprovisto de funcionalidad, que alude a la neutralización de la violencia; y Helado (Microscope Gallery, Nueva York; 777 International Mall, Miami), una escultura efímera donde helado derritiéndose refleja el paso implacable del tiempo. Mientras que Ground on ground on ground (Galería Joan Prats, Barcelona; La Juan Gallery, Madrid) utiliza capas de suelo como una alegoría de la acumulación histórica.
En el ámbito de la instalación, destaca Sleeping Theatre (Mana Contemporary, Nueva Jersey; La Capella, Barcelona), donde todas las sillas de un auditorio yacen en posición tumbada, reflejando una interrupción en su funcionalidad; Pista de Baile (Galería Lucía Mendoza, Madrid), una pista de baile deshabitada que evoca una atmósfera espectral. Blue Pool, Dark Water (Blue Project Foundation, Barcelona), que aborda la memoria y la condensación del tiempo.
En el área de videoarte y proyecciones, destacan piezas como Seascape (CaixaForum, Barcelona, 2020), un vídeo en loop que presenta un paisaje marino invertido, reflexionando sobre el ocio y su naturaleza ilusoria. Su trabajo ha sido presentado en diversos festivales internacionales, incluyendo el LOOP Festival de Barcelona, con obras como Diálogo (2016), Composición (2015), January 1 (2015) y Americana Collection: Statue of Liberty (2012); y el WeArt  Festival, con Under (2013). También participó en el Cairo Video Festival (MEDRAR Contemporary) con The Vitrine (2010), obra que fue proyectada en el Museo de la Imagen y Sonido de São Paulo, Brasil, así como en el Maryland Film Festival de Baltimore y el New York City Film Festival en Estados Unidos.
Además, exploró los ensayos y la literatura, con su participación en la revista cultural Jot Down con Compartir Intemperie. Así como en el libro colectivo Olvidar / Forgetting publicado en la editorial Brumaria con el texto Los olvidantes, y Memoria Robótica vs. Olvido Reptil escrito junto a Jordi Claramonte. Entre sus textos realizados para proyectos de La Capella destaca: El motor inmóvil, para Otra luz cegadora, de Diego Paonessa, y Correspondencias simbólicas entre folklore católico y música mákina en el casco antiguo de Barcelona, para el proyecto del mismo título de Marc O’Callaghan. Además, en 2022 fue publicado por Las Injurias, Rain of Animals.

## La última frase (2024)
La última frase es un ensayo de Camila Cañeque, publicado en abril de 2024 por la editorial La Uña Rota. La obra explora la idea de los finales literarios a través del análisis de 452 últimas frases de diversas obras, ofreciendo una reflexión sobre la fragilidad y contingencia de los desenlaces en la literatura. 
En este ensayo, Cañeque investiga cómo las frases finales de las novelas actúan como una verificación de las promesas implícitas en sus inicios.

"La primera frase es una gran seductora, o eso se espera de ella, en cambio, el mayor encanto de empezar una novela es saber que termina".
Camila Cañeque

El ensayo ha sido valorado por su originalidad y profundidad en el análisis de los finales literarios, ofreciendo una perspectiva única sobre la importancia y el impacto de las últimas frases en la narrativa.